# Хатіроґата (Акіта)

39°56′58″ пн. ш. 140°4′24″ сх. д. / 39.94944° пн. ш. 140.07333° сх. д.
Хатіро́ґата (яп. 八郎潟町, はちろうがたまち, МФА: [hat͡ɕiɾoːgata mat͡ɕi̥]) — містечко в Японії, в повіті Мінамі-Акіта префектури Акіта. Станом на 1 жовтня 2007 площа містечка становила 17,00 км². Станом на 1 липня 2008 населення містечка становило 6808 осіб.

## Відомі уродженці
Сато Міцуро — (яп. 佐藤 満; нар. 21 грудня 1961) — японський борець вільного стилю, срібний та дворазовий бронзовий призер чемпіонатів світу, чемпіон Азійських ігор, чемпіон Олімпійських ігор.